# Hockenhorn
Hockenhorn är en bergstopp i Schweiz.   Den ligger i distriktet Frutigen-Niedersimmental och kantonen Bern, i den centrala delen av landet, 60 km söder om huvudstaden Bern. Toppen på Hockenhorn är 3 216 meter över havet, eller 285 meter över den omgivande terrängen. Bredden vid basen är 2,1 km.
Terrängen runt Hockenhorn är huvudsakligen bergig, men åt nordost är den kuperad. Närmaste större samhälle är Leuk, 14,9 km sydväst om Hockenhorn. 
Trakten runt Hockenhorn består i huvudsak av gräsmarker. Runt Hockenhorn är det ganska tätbefolkat, med 90 invånare per kvadratkilometer.